# Еврейские кладбища в Карлсруэ

Современное еврейское кладбище, принадлежащее еврейской общине немецкого города Карлсруэ, было открыто в 1897 году. 

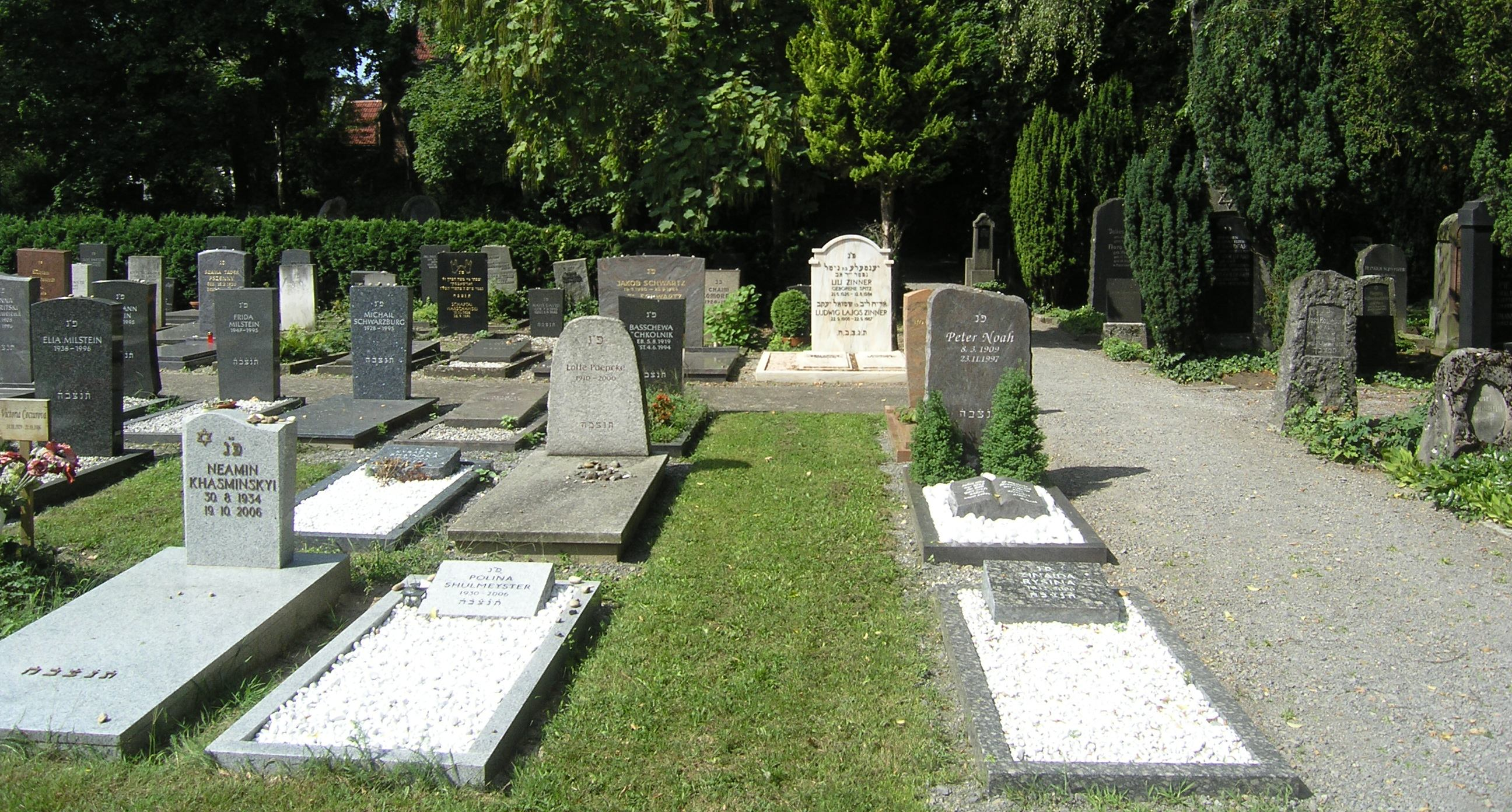
Современное еврейское кладбище в Карлсруэ

 История города насчитывает несколько других, ныне закрытых еврейских кладбищ.

## Первое еврейское кладбище
Первое кладбище в городе Карлсруэ было открыто в 1723 году на территории современной Мендельсонплатц (Mendelssohnplatz). Оно было расширено в 1756 и 1794 годах. Закрыто в 1921 году.
В 1898 году оно было экспроприировано (национализировано), чтобы освободить место для расширения Кригштрассе (Kriegsstraße). Останки были перезахоронены на другой участок, на котором в настоящее время расположено Старое кладбище Карлсруэ (Alten Friedhof).

## Старое кладбище
В 1823 году было открыто кладбище на Кригштрассе. Его стена граничит со стеной тогдашнего городского кладбища. В 1896 году оно было закрыто.

## Ортодоксальное кладбище

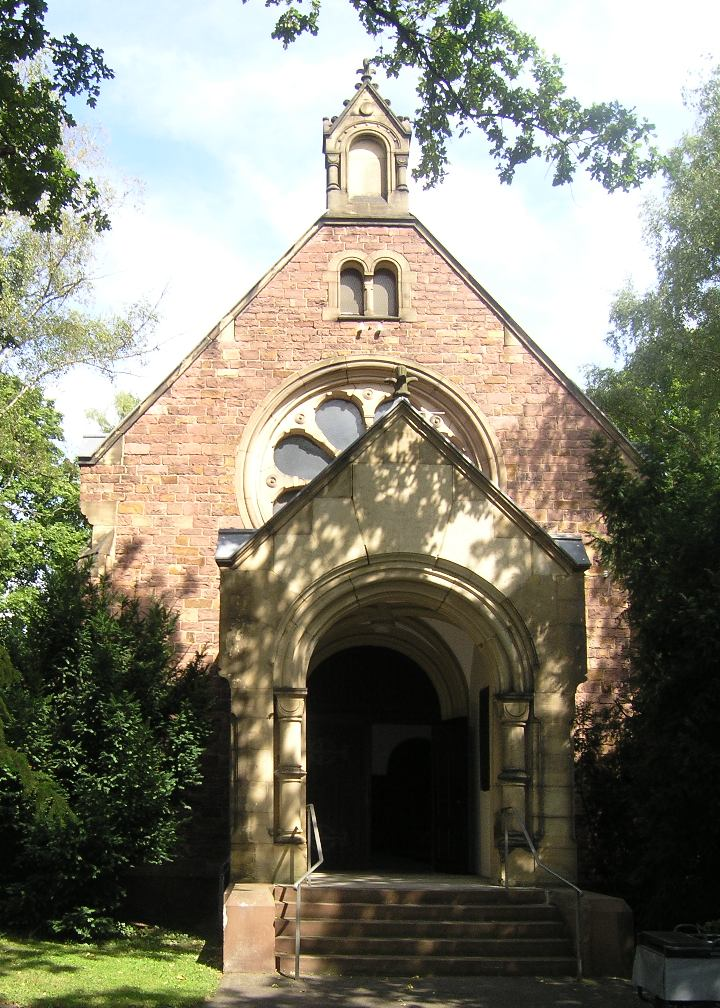
Тахарахаус на современном кладбище

В 1872 году была образована Ортодоксальная еврейская религиозная община Карлсруэ, которая создала своё собственное еврейское кладбище на отдельном участке Главного кладбища Карлсруэ.
В 1895 году на этом кладбище было построено здание, предназначенное исключительно для ритуалов, предшествующих похоронам по еврейской традиции. Кроме связанных непосредственно с погребением, никакие другие богослужения здесь не были предусмотрены и не проводились. Это здание сохранилось и функционирует в настоящее время.

## Кладбище в Грётцингене

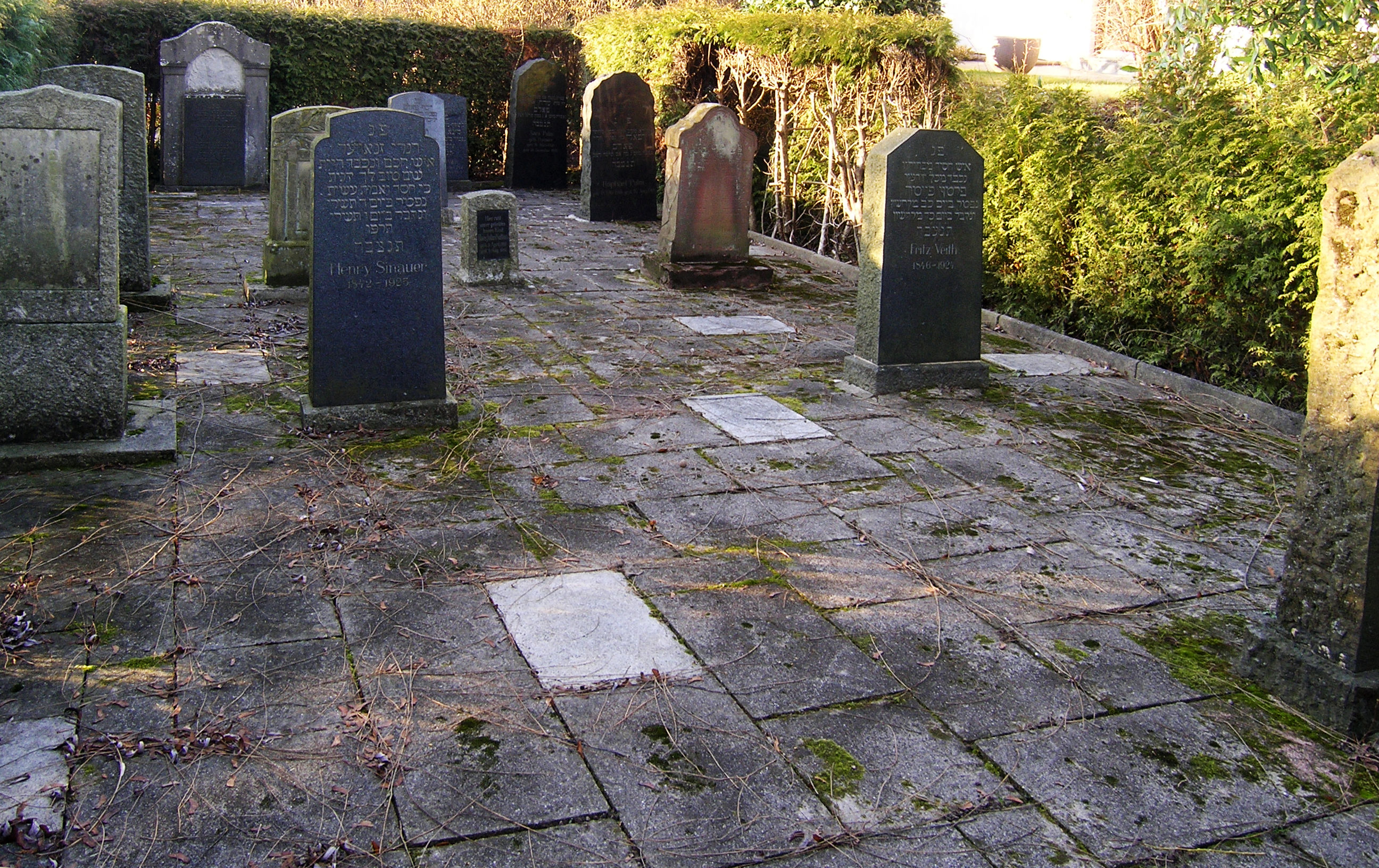
Кладбище в Грётцингене

Маленькое кладбище в Грётцингене функционировало только в первой трети 20-го столетия. Оно полностью выложено каменными плитами и насчитывает 13 надгробных камней.
С 1 января 1974 года Грётцинген вошёл в состав города Карлсруэ, став одним из его городских районов.

## Сегодняшнее кладбище
В 1897 на кладбище ортодоксальной еврейской общины стали хоронить и членов либеральной общины Карлсруэ.
Слева у входа в здание сохранилась установленная в 20-х годах 20 века мемориальная доска, на которой выгравированы имена жителей Карлсруэ — евреев, погибших на фронтах Первой мировой войны защищая немецкую родину.
Наряду с этим у входа на кладбище установлен обелиск евреям, убитым в  Карлсруэ при Холокосте.
На территории кладбища есть захоронения советских военнопленных, и установлен памятник советским гражданам-жертвам фашизма.

## Галерея изображений

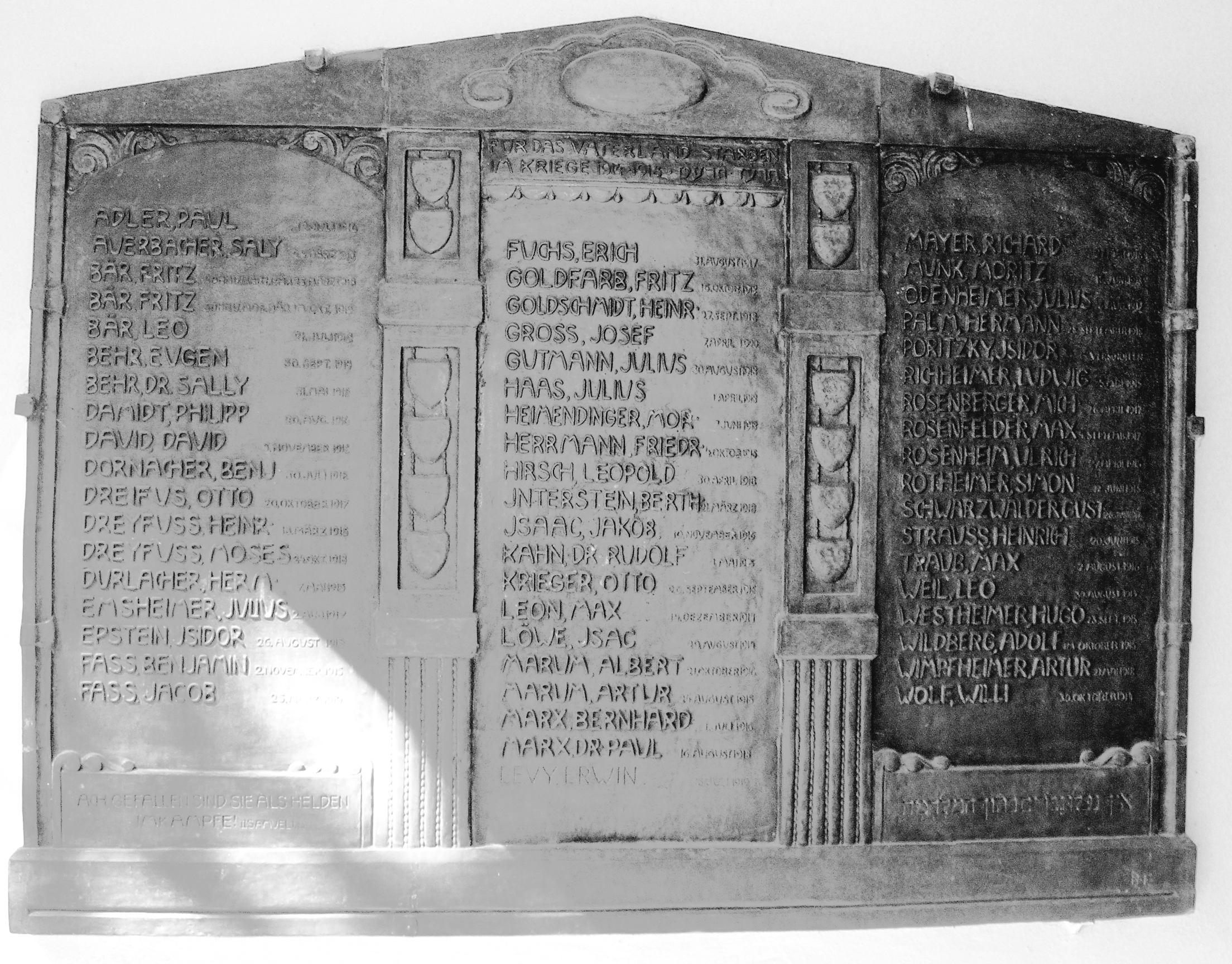
Памятная доска погибшим на Первой мировой войне
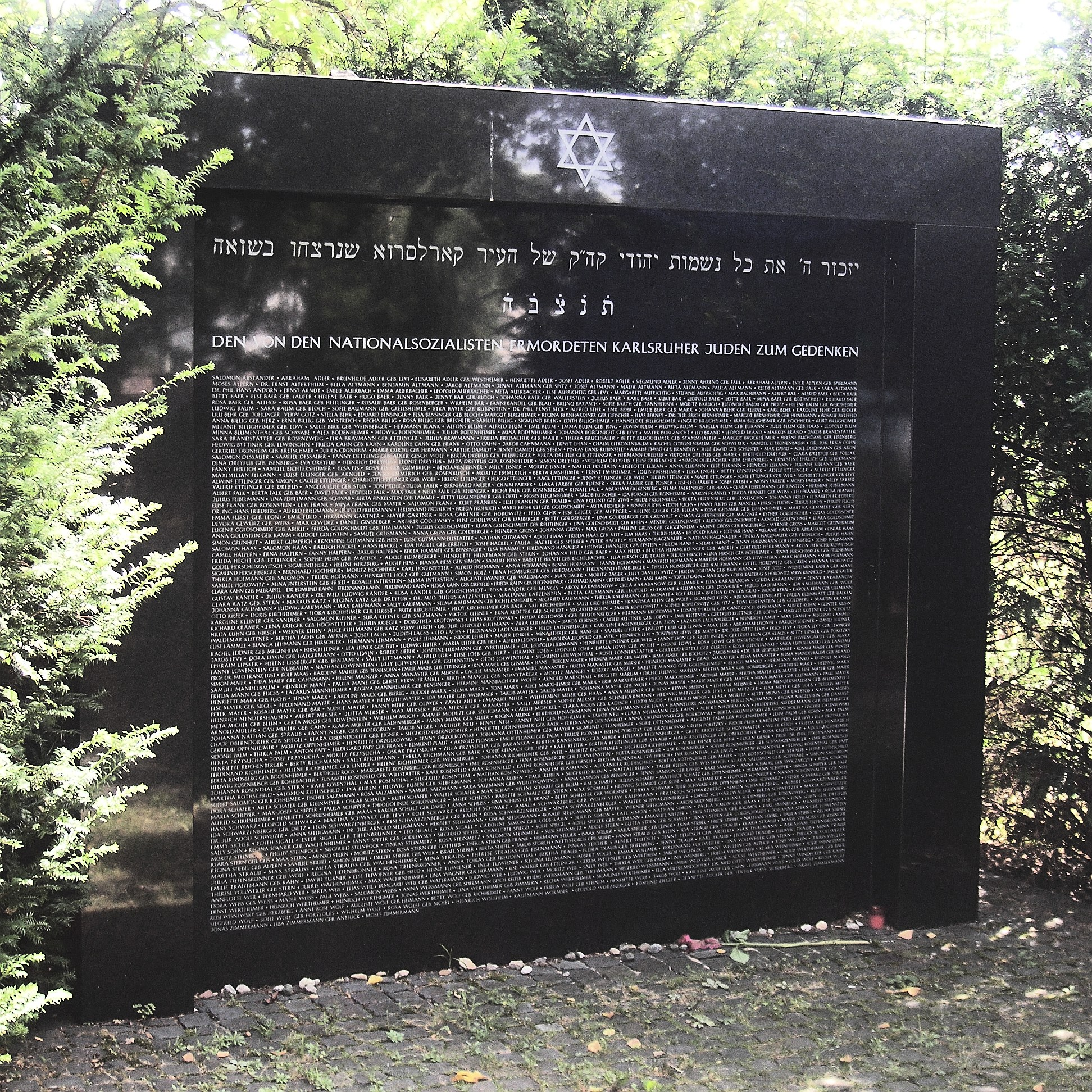
Мемориал Шоа
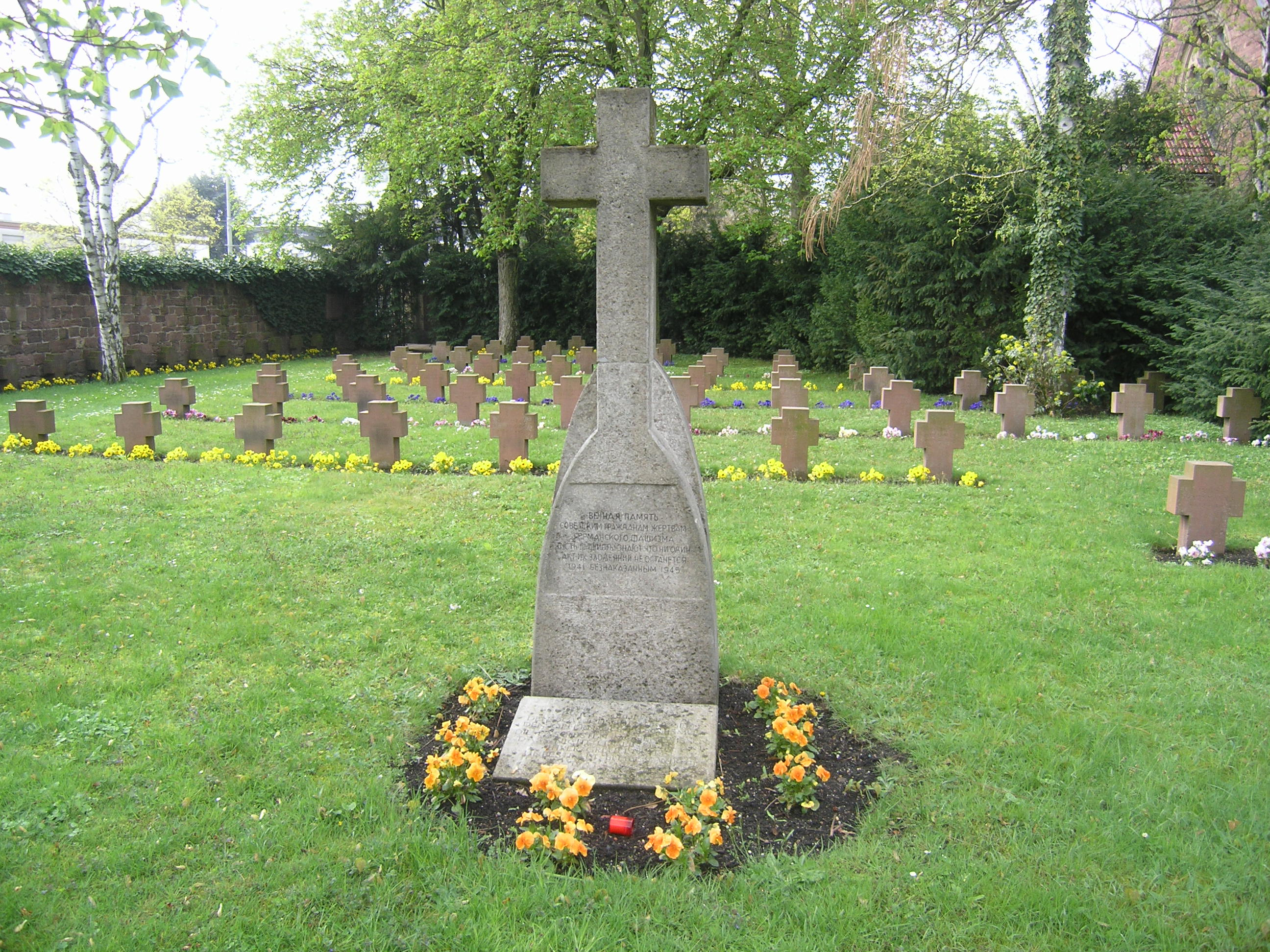
Памятник советским гражданам-жертвам фашизма